# RS-630
De RS-630 is een regionale verbindingsweg in de deelstaat Rio Grande do Sul in het zuiden van Brazilië. De weg ligt tussen São Gabriel en Dom Pedrito.
De weg heeft een lengte van 93,3 kilometer.

## Aansluitende wegen
- BR-290 en BR-473 bij São Gabriel
- BR-293 en RS-634 bij Dom Pedrito

RS-241 · RS-518 · RS-602 · RS-630 · RS-634 · RS-640 · RS-699 · RS-734